# Бигелоу (тауншип, Миннесота)
Бигелоу (англ. Bigelow) — тауншип в округе Ноблс, Миннесота, США. На 2000 год его население составило 384 человека.

## География
По данным Бюро переписи населения США площадь тауншипа составляет 93,9 км², из которых 89,3 км² занимает суша, а 4,6 км² — вода (4,91 %).

## Демография
По данным переписи населения 2000 года здесь находились 384 человека, 132 домохозяйства и 114 семей.  Плотность населения —  4,3 чел./км².  На территории тауншипа расположено 139 построек со средней плотностью 1,6 построек на один квадратный километр. Расовый состав населения: 97,92 % белых, 2,08 % — других рас США. Испанцы или латиноамериканцы любой расы составляли 2,08 % от популяции тауншипа.
Из 132 домохозяйств в 37,1 % воспитывались дети до 18 лет, в 81,1 % проживали супружеские пары, в 2,3 % проживали незамужние женщины и в 12,9 % домохозяйств проживали несемейные люди. 12,9 % домохозяйств состояли из одного человека, при том 7,6 % из — одиноких пожилых людей старше 65 лет. Средний размер домохозяйства — 2,91, а семьи — 3,16 человека.
29,9 % населения младше 18 лет, 7,3 % в возрасте от 18 до 24 лет, 22,1 % от 25 до 44, 27,1 % от 45 до 64 и 13,5 % старше 65 лет. Средний возраст — 40 лет. На каждые 100 женщин приходилось 108,7 мужчин.  На каждые 100 женщин старше 18 приходилось 106,9 мужчин.
Средний годовой доход домохозяйства составлял 42 083 доллара, а средний годовой доход семьи —  43 611 долларов. Средний доход мужчин —  27 292  доллара, в то время как у женщин — 18 125. Доход на душу населения составил 16 373 доллара. За чертой бедности находились 5,4 % семей и 5,4 % всего населения тауншипа, из которых 7,6 % младше 18 лет.